# Mónica Puig
Mónica Puig Marchán (Hato Rey, San Juan, Puerto Rico, 1993. szeptember 27. –) Puerto Ricó-i teniszezőnő, olimpiai bajnok (2016), kétszeres junior Grand Slam-döntős, Közép-Amerika kétszeres bajnoka (2010, 2014), a Pán-amerikai játékok ezüstérmese (2011), Puerto Rico Fed-kupa csapatának tagja.
2010–2022 közötti profi pályafutása során egyéniben egy WTA és hat ITF-tornagyőzelmet szerzett. Juniorként 2011-ben két alkalommal szerepelt a lányok Grand Slam-döntőjében, az Australian Openen és a Roland Garroson.
A felnőttek között Grand Slam-tornán először 2013-ban került a főtáblára, amikor a Roland Garroson a 3. körig jutott. Legjobb eredménye a Grand Slam-tornákon a Wimbledonban 2013-ban elért 4. kör.
Junior korszakában a legjobb helyezése a kombinált ranglistán a 2. hely volt 2010-ben. A felnőttek között legjobb világranglista-helyezése egyéniben a 27. hely, amelyet 2016. szeptember 26-án ért el, párosban a 210. hely, amelyre 2015. május 25-én került.
2008–2019 között volt Puerto Rico Fed-kupa-csapatának tagja.
A 2016. évi nyári olimpia női egyes teniszversenyének győztese lett, miután két Grand Slam-győztes, a spanyol Garbiñe Muguruza és a cseh Petra Kvitová után a döntőben nagy meglepetésre 6–4, 4–6, 6–1 arányban legyőzte az ugyancsak Grand Slam-győztes, világranglista 2. helyezett német Angelique Kerbert. Győzelmével Puerto Rico történetének első olimpiai aranyérmét szerezte. A Nemzeti Olimpiai Bizottságok Szövetsége (ANOC) közgyűlésén a riói olimpia legjobb női sportolójának választotta.
2022 júniusában bejelentette a visszavonulását.

## Családja
Apja José Puig katalán felmenőkkel rendelkező kubai származású, anyja spanyol származású Puerto Ricó-i. Vállalkozásuk Mónica gyerekkora óta Miamihoz köti őket.

## Junior évei
Hatéves korában kezdett el teniszezni. Első junior döntőjét 2008. márciusban a Costa Rica Bowlon Eugenie Bouchard ellen játszotta . Első egyéni tornagyőzelmét ugyanebben az évben júniusban a XVII Copa Mundo Maya, párosban augusztusban a Tampico Junior Cup versenyen aratta. Első A kategóriás junior tornadöntőjére Casablancában került sor 2010. januárban, és ugyanebben az évben márciusban már A1 kategóriás tornagyőzelmet is sikerült szereznie Porto Alegrében. Első ITF-tornagyőzelmét ebben az évben áprilisban szerezte, amikor a spanyolországi Torrentben első lett a 10 000 dolláros versenyen.
Legjobb junior világranglista helyezését, a 2. helyet is ekkor, 2010. április-májusban érte el. A 2010-es Roland Garroson a junior lányok versenyében első kiemeltként indulhatott, de csak a negyeddöntőig jutott. A 2010-es US Openen a lányok versenyében ötödik kiemeltként szintén a negyeddöntőig jutott, ahol a későbbi döntős orosz Julija Putyincevától szenvedett vereséget. 2010. júliusban megnyerte Közép-Amerika és a Karibi-térség teniszbajnokságát. A szingapúri ifjúsági olimpián második kiemeltként indulhatott, de már az első körben búcsúzni kényszerült, miután vereséget szenvedett a később ezüstérmet szerző kínai Cseng Szaj-szajtól.
2011. januárban a döntőben a kazah Julija Putyincevát verve megnyerte a Loy Yang Power Traralgon International A1 kategóriás ifjúsági tornát, majd bejutott az Australian Open lány döntőjébe, ott azonban vereséget szenvedett a belga An-Sophie Mestachtól. Márciusban győzött egy 25 000 dolláros ITF-tornán az amerikai Surprise-ban. A döntőbe jutott a Roland Garroson, azonban ekkor sem sikerült győznie. Ezüstérmet szerzett a Pán-Amerikai Játékokon is, miután a döntőben vereséget szenvedett Irina Falconitól.
2012. októberben nyerte első 50 000 dolláros ITF-versenyét Joue-Les-Toursban.

## WTA versenyeken
Első WTA főtáblás szereplése 2013. áprilisban a Portugal Openen volt, ahol a negyeddöntőben szenvedett vereséget a később döntőt játszó spanyol Carla Suárez Navarrótól. A 2013-as Roland Garroson addigi pályafutása legnagyobb eredményeként az első körben legyőzte a világranglista 11. helyén álló Nagyja Petrovát, majd a második körben az amerikai Madison Keyst, és a 3. körig jutott, ahol ismét csak Carla Suárez Navarro ütötte el a továbbjutástól. Ugyanebben az évben Wimbledonban érte el eddigi legjobb Grand Slam-tornaeredményét, amikor az első körben a világranglista 5. helyén álló Sara Erranit is legyőzve a 4. körig jutott, ahol Sloane Stephens állította meg. Az évet a világranglista 56. helyén zárta.
Első WTA-tornagyőzelmét 2014. májusban Strasbourgban aratta. Ez év októberében az első helyen végzett a WTA feltörekvő csillagok (Rising stars) számára rendezett versenyén Szingapúrban, miután a döntőben legyőzte a kínai Cseng Szaj-szajt.
2016. januárban Sydneyben a kvalifikációból jutott egészen a döntőig, közben olyan neveket győzve le, mint Magdaléna Rybáriková, Anna Karolína Schmiedlová, Samantha Stosur és Belinda Bencic. A döntőt sérülés miatt a második szettben feladta Szvetlana Kuznyecova ellen. Az Australian Openen a 3. körben szenvedett vereséget Agnieszka Radwańskától. Eastbourne-ben a későbbi győztes Dominika Cibulkovától az elődöntőben kapott ki.
2008 óta Puerto Rico Fed-kupa-csapatának tagja. 2016-ig egyéniben 16−5, párosban 8−7, összesítve 24−12 az eredménye.
A riói olimpián a döntőbe jutott, miután az első körben Polona Hercog, a másodikban Anasztaszija Pavljucsenkova, a harmadikban a harmadik kiemelt Garbiñe Muguruza, a negyeddöntőben Laura Siegemund és az elődöntőben Petra Kvitová ellen is győzni tudott.

## WTA döntői

### Egyéni

#### Győzelmei (2)
| Összesítés                  |                        |
| Grand Slam-torna (0)        |                        |
| Tier I (0)                  | Premier Mandatory* (0) |
| Tier II (0)                 | Premier Five* (0)      |
| Tier III (0)                | Premier* (0)           |
| Tier IV (0)                 | International* (1)     |
| Tier V (0)                  | Challenger* (0)        |
| Tournament of Champions (0) |                        |
| WTA Finals (0)              |                        |
| Olimpia (1)                 |                        |

* 2009-től megváltozott a tornák rendszere.
 Az egymás mellett azonos színnel jelölt tornatípusok között nincs teljes mértékű megfelelés.
| Borításonként |
| ------------- |
| Kemény (1–1)  |
| Salak (1–0)   |
| Fű (0–0)      |

| No. | Dátum               | Torna                                                   | Borítás | Ellenfél              | Eredmény      | Megj.     |
| --- | ------------------- | ------------------------------------------------------- | ------- | --------------------- | ------------- | --------- |
| 1.  | 2014. május 24.     | Internationaux de Strasbourg, Strasbourg, Franciaország | Salak   | Silvia Soler Espinosa | 6–4, 6–3      |           |
| 2.  | 2016. augusztus 13. | 2016. évi nyári olimpia, Rio de Janeiro, Brazília       | Kemény  | Angelique Kerber      | 6–4, 4–6, 6–1 | részletek |

#### Elveszített döntői (2)
| No. | Dátum             | Torna                                         | Borítás    | Ellenfél             | Eredmény | Megj. |
| --- | ----------------- | --------------------------------------------- | ---------- | -------------------- | -------- | ----- |
| 1.  | 2016. január 15.  | Apia International Sydney, Sydney, Ausztrália | Kemény     | Szvetlana Kuznyecova | 0–6, 2–6 |       |
| 2.  | 2017. október 22. | BGL Luxembourg Open, Luxembourg, Luxemburg    | Kemény (f) | Carina Witthöft      | 3–6, 5–7 |       |

## ITF döntői

### Egyéni

#### Győzelmei (6)
| Díjazás              |
| -------------------- |
| $100,000 verseny (1) |
| $75,000 verseny      |
| $50,000 verseny (1)  |
| $25,000 verseny (2)  |
| $15,000 verseny      |
| $10,000 verseny (2)  |

| Döntők borítás szerint |
| ---------------------- |
| Kemény (4−3)           |
| Salak (2−1)            |
| Fű                     |
| Szőnyeg                |

| No. | Dátum               | Torna                                 | Borítás    | Ellenfél           | Eredmény      |
| --- | ------------------- | ------------------------------------- | ---------- | ------------------ | ------------- |
| 1.  | 2010. április 19.   | Torrent, Spanyolország                | Salak      | Nanuli Pipiya      | 3–6, 6–1, 6–2 |
| 2.  | 2011. február 14.   | Surprise,( Arizona), Egyesült Államok | Kemény     | Lenka Wienerová    | 6–4, 6–0      |
| 3.  | 2011. április 25.   | Chiasso, Svájc                        | Salak      | Andrea Hlaváčková  | 7–6(4), 7–5   |
| 4.  | 2011. augusztus 22. | San Luis Potosí, Mexikó               | Kemény     | Nika Kukharchuk    | 6–3, 6–0      |
| 5.  | 2012. október 8.    | Joué-lès-Tours, Franciaország         | Kemény (f) | Maria João Koehler | 3–6, 6–4, 6–1 |
| 6.  | 2012. október 22.   | Poitiers, Franciaország               | Kemény (f) | Jelena Vesznyina   | 7–5, 1–6, 7–5 |

#### Elveszített döntői (4)
| No. | Dátum              | Torna                    | Borítás    | Ellenfél                  | Eredmény      |
| --- | ------------------ | ------------------------ | ---------- | ------------------------- | ------------- |
| 1.  | 2011. október 24.  | Bayamón, Puerto Rico     | Kemény     | Michelle Larcher de Brito | 3–6, 2–6      |
| 2.  | 2012. március 12.  | Poza Rica, Mexikó        | Kemény     | Jaroszlava Svedova        | 1–6, 2–6      |
| 3.  | 2012. június 25.   | Périgueux, Franciaország | Salak      | Irina Hromacsova          | 3–6, 2–6      |
| 4.  | 2012. december 17. | Ankara, Törökország      | Kemény (f) | Ana Savić                 | 7–5, 3–6, 4–6 |

### Páros

#### Elveszített döntői (1)
| No. | Dátum           | Torna                   | Borítás | Partner          | Ellenfél                       | Eredmény |
| --- | --------------- | ----------------------- | ------- | ---------------- | ------------------------------ | -------- |
| 1.  | 2012. július 9. | Biarritz, Franciaország | Salak   | Lara Aruabarrena | Séverine Beltrame Laura Thorpe | 2–6, 3–6 |

## Junior Grand Slam döntői

### Lány egyéni

#### Elveszített döntői (2)
| Év   | Bajnokság       | Borítás | Ellenfél          | Eredmény    |
| ---- | --------------- | ------- | ----------------- | ----------- |
| 2011 | Australian Open | Kemény  | An-Sophie Mestach | 4–6, 2–6    |
| 2011 | Roland Garros   | Salak   | Unsz Dzsábir      | 6–7(8), 1–6 |

## Eredményei Grand Slam-tornákon

### Egyéniben
| Grand Slam | Australian Open | Australian Open     | Roland Garros | Roland Garros    | Wimbledon | Wimbledon         | US Open   | US Open              |
| Év         | Eredmény        | Utolsó ellenfél     | Eredmény      | Utolsó ellenfél  | Eredmény  | Utolsó ellenfél   | Eredmény  | Utolsó ellenfél      |
| 2012       | Selejtező       | Selejtező           | Selejtező     | Selejtező        | –         | –                 | Selejtező | Selejtező            |
| 2013       | Selejtező       | Selejtező           | 3. kör        | C Suárez Navarro | 4. kör    | Sloane Stephens   | 1. kör    | A Klejbanova         |
| 2014       | 2. kör          | Flavia Pennetta     | 1. kör        | Samantha Stosur  | 1. kör    | Madison Keys      | 2. kör    | Andrea Petković      |
| 2015       | 2. kör          | J Svedova           | 1. kör        | Sabine Lisicki   | 1. kör    | Monica Niculescu  | 1. kör    | Venus Williams       |
| 2016       | 3. kör          | Agnieszka Radwańska | 3. kör        | Madison Keys     | 1. kör    | Konta Johanna     | 1. kör    | Cseng Szaj-szaj      |
| 2017       | 2. kör          | Mona Barthel        | 2. kör        | Jeļena Ostapenko | 1. kör    | Bacsinszky Tímea  | 1. kör    | M Lučić-Baroni       |
| 2018       | 2. kör          | Kaia Kanepi         | –             | –                | 1. kör    | Julia Görges      | 2. kör    | Caroline Garcia      |
| 2019       | 1. kör          | A Pavljucsenkova    | 3. kör        | Iga Świątek      | 2. kör    | Karolína Plíšková | 1. kör    | Rebecca Peterson     |
| 2020       | –               | –                   | 1. kör        | Sara Errani      | elmaradt  | elmaradt          | 1. kör    | Margarita Gaszparjan |

### Páros
| Grand Slam | Australian Open        | Australian Open                         | Roland Garros        | Roland Garros                     | Wimbledon                | Wimbledon                           | US Open                  | US Open                            |
| Év         | Eredmény Partner       | Utolsó ellenfél                         | Eredmény Partner     | Utolsó ellenfél                   | Eredmény Partner         | Utolsó ellenfél                     | Eredmény Partner         | Utolsó ellenfél                    |
| 2013       | –                      | –                                       | –                    | –                                 | 1. kör Lara Arruabarrena | Eugenie Bouchard Petra Martić       | 1. kör Annika Beck       | Szánija Mirza Cseng Csie           |
| 2014       | 1. kör Sharon Fichman  | Garbiñe Muguruza A Parra Santonja       | 1. kör Y Wickmayer   | Klára Koukalová Monica Niculescu  | 1. kör Lauren Davis      | L Kicsenok N Kicsenok               | 1. kör Bojana Jovanovski | Janette Husárová Paula Kania       |
| 2015       | 1. kör Marina Eraković | Michaëlla Krajicek B Záhlavová-Strýcová | 1. kör Shelby Rogers | Belinda Bencic Kateřina Siniaková | –                        | –                                   | –                        | –                                  |
| 2016       | –                      | –                                       | 1. kör Irina Falconi | Andrea Hlaváčková Lucie Hradecká  | 2. kör M Duque Mariño    | Michaëlla Krajicek Barbora Strýcová | 1. kör M Duque Mariño    | Nicole Gibbs Hibino Nao            |
| 2017       | 1. kör Ószaka Naomi    | Raluca Olaru Olha Szavcsuk              | –                    | –                                 | –                        | –                                   | –                        | –                                  |
| 2018       | 2. kör Madison Brengle | Nicole Melichar Květa Peschke           | –                    | –                                 | 1. kör Anett Kontaveit   | Nicole Melichar Květa Peschke       | –                        | –                                  |
| 2019       | 1. kör Andrea Petković | Hozumi Eri Alicja Rosolska              | 2. kör Shelby Rogers | Hszie Su-vej Barbora Strýcová     | 1. kör Shelby Rogers     | Ninomija Makoto Renata Voráčová     | 1. kör D Jasztremszka    | Anna Kalinszkaja Julija Putyinceva |

## Év végi világranglista-helyezései
| Év     | 2010 | 2011 | 2012 | 2013  | 2014 | 2015 | 2016 | 2017 | 2018 | 2019 | 2020 |
| Egyéni | 695. | 228. | 127. | 55.   | 60.  | 92.  | 32.  | 58.  | 53.  | 80.  | 105. |
| Páros  |      | 992. | 298. | 1115. | 657. | 238. | 336. | 916. | 279. | 403. | 448. |